# Großhennersdorf
Großhennersdorf ist ein Dorf in der Oberlausitz und Ortsteil der Stadt Herrnhut im Landkreis Görlitz im Südosten Sachsens. Vor der freiwilligen Eingemeindung gehörte Großhennersdorf bereits seit dem Jahresanfang 2000 der Verwaltungsgemeinschaft Herrnhut an.

## Geographie
Großhennersdorf liegt in Form eines Waldhufendorfes im Süden des Landkreises, etwa zehn Kilometer nördlich des Stadtgebiets von Zittau. Umliegende Orte sind Rennersdorf/O.L. im Norden, Neundorf auf dem Eigen im Nordosten, Burkersdorf und Schlegel im Osten, Dittelsdorf und Wittgendorf im Südosten, Oberseifersdorf im Süden, Oderwitz im Südwesten, Ruppersdorf/O.L. im Westen und die Herrnhuter Kernstadt im Nordwesten.
Durch das Dorf fließt der Erlichbach, der am Sonnenhübel entspringt und im Ortsteil Euldorf in den Petersbach mündet. Zwischen dem Dorfkern und dem Ortsteil Heuscheune befindet sich ein Teichgebiet, welches zur Trockenlegung der umliegenden Felder angelegt wurde. Es wird vom Höllenbach gespeist und umfasste Anfang des 20. Jahrhunderts fünf Teiche, von denen heute nur noch der Leubner Teich und der Große Teich übrig sind.

## Geschichte

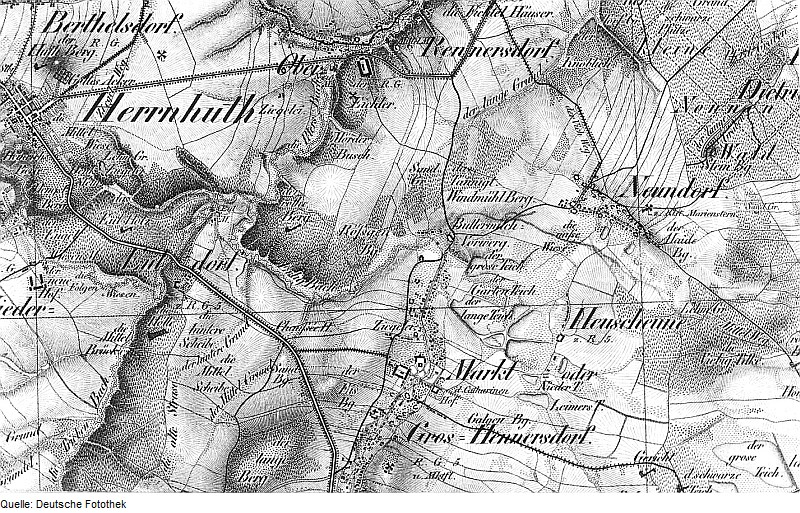
Karte von Oberreit mit Großhennersdorf um 1845

Die erste Erwähnung von Großhennersdorf stammt aus dem Jahre 1296. Ein Ulmannus de Henrichsdorf (auch Henrichsdorf) wird in mehreren Urkunden als Besitzer des neuen Dorfes genannt.
1378 übergeben die Heinrichsdorfer die Herrschaft „Hennersdorf“ an Nikol Stewitz. Dessen Geschlecht (der Stewitz) übt die Herrschaft über das Waldhufendorf bis zum Anfang des 15. Jahrhunderts aus. Unter der Herrschaft der Familie Stewitz beginnt der Bau des Schlosses. Damit ist dieser Profanbau einer der ältesten in der Oberlausitz. Im Jahr 1408 verkauft Georg Stewitz den Ort an die Familie von Gersdorf(f) (die weitverzweigteste Adelsfamilie der Lausitz). Zur Zeit deren Herrschaft wurde mit der planmäßigen Bebauung der Dorfaue mit festen Häusern für die Gutshandwerker rund um das Schloss begonnen.
Zwischen 1425 und 1431 wurde das Dorf durch die Hussitenkriege schwer in Mitleidenschaft gezogen. Nahezu jedes Jahr zogen die Hussiten durch den Ort, plünderten ihn und trieben das Vieh davon.
Zum 1. Januar 2011 erfolgte die Eingliederung der Gemeinde Großhennersdorf mit ihren Ortsteilen Euldorf, Großhennersdorf, Heuscheune, Neundorf auf dem Eigen und Schönbrunn nach Herrnhut.

### Ortsnamenformen
1296: Ulmannus de Henrichsdorf, 1322: Heinrichsdorff, 1352: Henrici villa scriptoris, 1378: Heinersdorff Schreibers, 1424: Schreyberivilla, 1429: Heinersdorff Schreybers, 1542: Hennersdorff, 1764: Marckhennersdorff, 1768: Groß Hennersdorf, 18. Jh.: auch Markthennersdorf und Hennersdorf unter dem Königsholz genannt.

### Verwaltungszugehörigkeit
1777: Görlitzer Kreis, 1843: Landgerichtsbezirk Löbau, 1856: Gerichtsamt Herrnhut, 1875: Amtshauptmannschaft Löbau, 1952: Kreis Löbau, 1994: Landkreis Löbau-Zittau, 2008: Landkreis Görlitz

### Einwohnerentwicklung
| Jahr | Einwohner                                              |
| ---- | ------------------------------------------------------ |
| 1617 | 48 besessene Mann, 42 Gärtner, 2 Häusler               |
| 1777 | 36 besessene Mann, 57 Gärtner, 82 Häusler, 2 Wüstungen |
| 1834 | 1272                                                   |
| 1871 | 1429                                                   |
| 1890 | 1467                                                   |
| 1910 | 1237                                                   |
| 1925 | 1619                                                   |
| 1939 | 1844                                                   |
| 1946 | 2370                                                   |
| 1950 | 2345                                                   |
| 1964 | 2300                                                   |
| 1990 | 1841                                                   |
| 2000 | 1676                                                   |
| 2010 | 1489                                                   |

### Katharinenhof

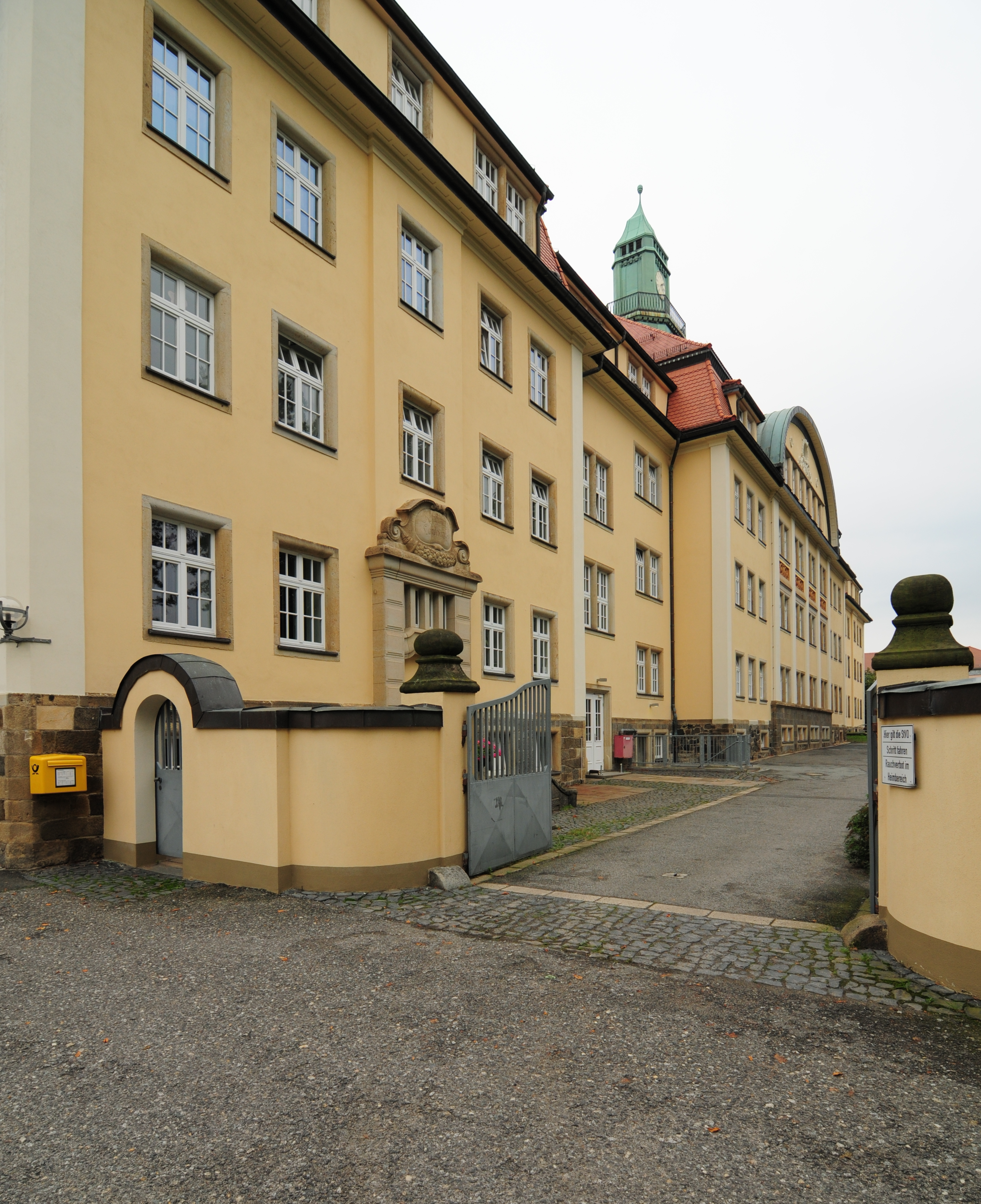
Gebäudekomplex des Katharinenhofs Helene-von-Gersdorff-Haus

Eine besondere Bedeutung erlangte das Gut im 18. Jahrhundert als Witwensitz von Henriette Catharina von Gersdorff, die hier ihren Enkel Nikolaus Ludwig von Zinzendorf, den späteren Gründer der Herrnhuter Brüdergemeine, aufzog.
1721 wurde aus Teilen des Guts der nach ihr benannte Katharinenhof gebildet, eine diakonisch-soziale Stiftung zur Versorgung von Waisenkindern und armer, alter Leute. Jetzt ist es ein nach Ewald Meltzer benanntes Wohnheim für geistig und körperlich behinderte Menschen.
Zwischen 1739 und 1741 arbeitete Diaconus Heinrich Melchior Mühlenberg als Inspektor im Katharinenhof. Er ging 1742 nach Pennsylvania und begründete dort die lutherische Kirche Nordamerikas. Von 1802 bis 1832 befand sich hier auch eine Pensionsanstalt mit Pädagogium für junge Adlige.
Zwischen 1909 und 1911 errichtete man an Stelle der baulichen Anlagen aus dem Jahre 1726 die heute existierenden Gebäude mit ihrem neobarocken Fassadenschmuck.

### Zweiter Weltkrieg
Die auf dem Katharinenhof 1940 lebenden ca. 300 behinderten Kinder wurden unter dem Vorwand, diesen für die Unterbringung von Flüchtlingen freimachen zu müssen, in Pirna und Großschweidnitz getötet. In den Gebäuden wurden danach etwa 400 Elsaß-Lothringer, die wegen ihrer Wehrdienstverweigerung zwangsumgesiedelt worden waren, sowie Bessarabiendeutsche untergebracht. Der Katharinenhof wurde in den letzten Kriegstagen durch Beschuss beschädigt. Im November 1941 wurden Zwangsumsiedler aus Slowenien im Dorf untergebracht, im Oktober 1944 die ersten Flüchtlinge aus den Ostgebieten. Der Ort wurde Durchgangsstation für Tausende, die zeitweilig beherbergt und versorgt werden mussten. Am 7. Mai 1945 erfolgte das Kommando zur Räumung des zur Verteidigung vorbereiteten Dorfes und am 8. Mai wurde Großhennersdorf zum Kampfgebiet. Nur die Nachricht von der Kapitulation verhinderte schwerere Zerstörungen. Vier Häuser wurden total zerstört, die Kirche und der Katharinenhof durch Beschuss beschädigt. Beim Dorf sind 45 deutsche und sowjetische Soldaten ums Leben gekommenen. 17 Bürger töteten sich in den Tagen danach selbst. Auf den Schlachtfeldern in ganz Europa sind während des Krieges 106 Männer des Dorfes gestorben.

### DDR- und Wende-Zeit
In den 1980er-Jahren entwickelte sich Großhennersdorf zu einem Anlaufpunkt kritischer Oppositioneller aus der DDR. 1982 kam es zur Gründung des „Offenen Friedenskreises Großhennersdorf“ mit inoffiziellen Ausstellungen und Protestaktionen, sowie Konzerten von Untergrundbands und Lesungen. Mitte 1987 wurde nach dem Vorbild der Umweltbibliothek Berlin die erst zweite Umweltbibliothek der DDR gegründet, die seither von dem ehemaligen DDR-Bürgerrechtler Andreas Schönfelder geleitet wird.

## Kultur und Sehenswürdigkeiten

### Gedenkstätten
Im Jahr 1996 wurde auf dem Gelände des Katharinenhofes eine Gedenksäule errichtet, mit der an 223 Frauen, Kinder und Männer erinnert wird, die der Tötungsaktion T4 des NS-Regimes zum Opfer fielen.
Im Jahr 2000, wurde zum 300. Geburtstag von Nikolaus Ludwig von Zinzendorf ein Wanderweg von den Ruinen seines Jugendhauses, dem ehemaligen Wasserschloss Großhennersdorf, nach Herrnhut angelegt.

### Bauwerke

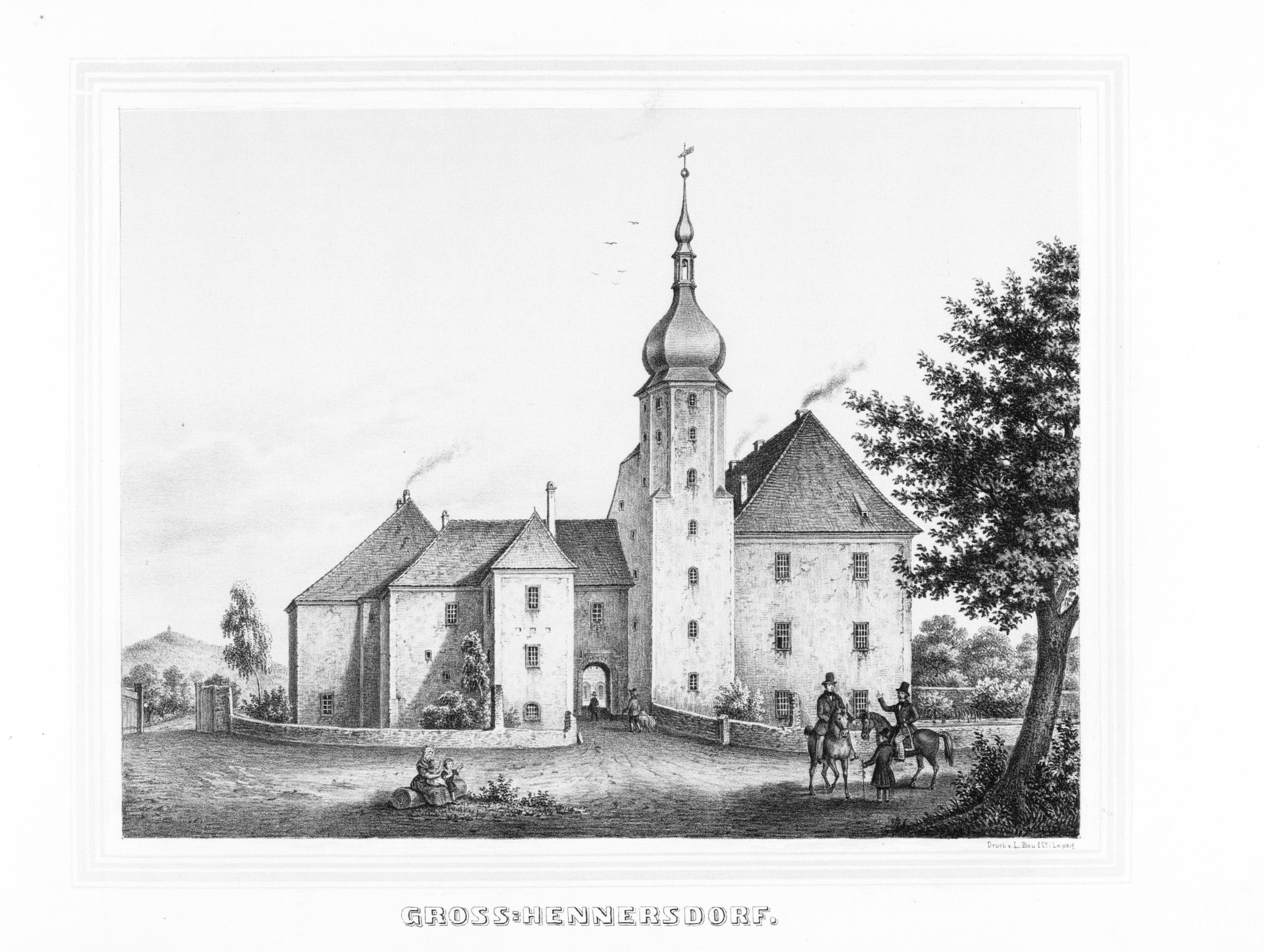
Schloss Gross=Hennersdorf um 1850

Das ehemalige Schloss Großhennersdorf ist zur Ruine verkommen.
Ein Skulpturenpfad, der von Herrnhut nach Großhennersdorf führt, ist zu besichtigen.

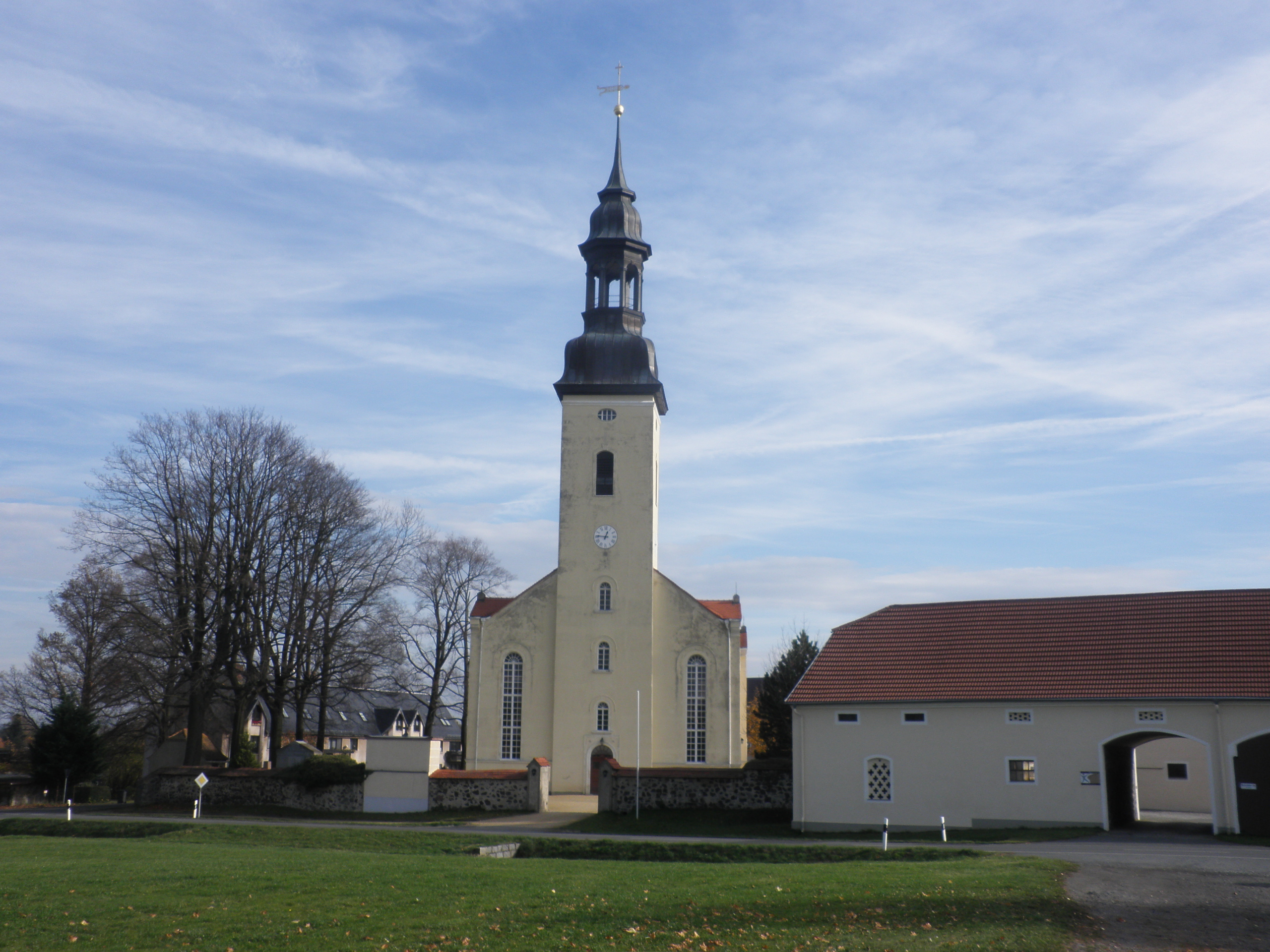
Kirche in Großhennersdorf

Ortsbildprägend für Großhennersdorf ist die Kirche. Sie wurde 1869 und 1870 anstelle eines mittelalterlichen Vorgängerbaus durch Maurermeister Carl August Thomas aus Neusalza, einem Schüler des berühmten sächsischen Kirchenbaumeisters und Schinkelschülers Carl August Schramm, errichtet. Kurz zuvor, in den Jahren 1868 und 1869, erbaute er schon die Kirche in Crostau, die in ihrem Baukörper der Großhennersdorfer in Vielem sehr ähnlich ist. Die Arbeiten im Inneren der Großhennersdorfer Kirche verantwortete der aus Oberseifersdorf stammende Zimmermeister Gottfried Schröter. Von der alten Kirche blieb lediglich der Turm, der nach einem Brand von Zimmermeister Zacharias Hänschke aus Altbernsdorf 1829–1834 wiederaufgebaut worden war.
Cornelius Gurlitt, Architekt und Kunsthistoriker, würdigte in seinem Kunstinventar von 1910 die Qualität der Großhennersdorfer Kirche: „Das Kirchenhaus ist eine für die Erbauungszeit (1870) außergewöhnlich gute und beachtenswerte Anlage. Zweigeschossige Emporen; vor dem im Halbkreis gebildeten Chor sind reizvoll ausgebildete Betstübchen vorgelegt. In den Kreuzarmen Treppen.“ Wie in Crostau so lebt auch hier der Raum noch aus der Tradition der barocken Gemeindekirche. Die dem damaligen Zeitgeschmack entstammenden historisierenden Züge sind diesem Erbe untergeordnet und zeigen sich in den Rundbogenfenstern und der geräumigen, von Gestühl freien, durch einen Rundbogen abgesonderten Apsis. Zu der ansprechenden Wirkung des in den Einzelformen schlichten Innenraumes trägt die noch im Originalzustand erhaltene Ausmalung bei, die aber in nächster Zeit unbedingt einer Erneuerung bedarf.
Die Kirche besitzt drei Glocken. Die große Bronze-Glocke stammt aus dem Jahr 1829 und wurde von Friedrich Gruhl in Kleinwelka gegossen. Die beiden Klangstahlglocken wurden als Ersatz für die zwei im Jahre 1917 abgegebenen Bronzeglocken 1920 bei Schilling & Lattermann in Apolda gegossen.

### Regelmäßige Veranstaltungen
Im Februar fand bis zur Saison 2006/2007 alljährlich die Karnevalssaison ihren Abschluss in der Gemeinschaftseinrichtung des Dorfes (ehemals VEG). Dies erfolgt seit der Saison 2007/2008 im Begegnungszentrum.
Außerdem findet jedes Jahr in der Nacht vom 30. April auf den 1. Mai ein Hexenfeuer statt.
Besonders zu erwähnen ist die Arbeit des Kunstbauerkino e. V., der ehrenamtlich ein Programmkino betreibt, das mit seinem regelmäßigen, jährlich ausgezeichneten Programm eine feste Größe in der Kulturlandschaft der Region darstellt. Zudem veranstaltet der Kunstbauerkino e. V. jedes Jahr im Mai das Neiße Filmfestival als Festival mit Ausprägung in Richtung des Osteuropäischen Films.

## Persönlichkeiten
- Henriette Catharina Freifrau von Gersdorff (1648–1726), religiöse Lyrikerin, Förderin des Pietismus und der Herrnhuter Brüdergemeine, Großmutter von Nikolaus Ludwig von Zinzendorf
- Nikolaus Ludwig von Zinzendorf (1700–1760), Gründer der Evangelischen Brüdergemeine
- Henry Melchior Mühlenberg (1711–1787), Pfarrer in Großhennersdorf von 1739 bis 1741, später „Patriarch der lutherischen Kirche in Nordamerika“
- Christian Ludwig Seebaß (1754–1806), Romanist, Philosoph und Schriftsteller
- Gottfried Georg Müller (1762–1821), deutsch-amerikanischer Kirchenkomponist
- Ernst Ferdinand Rückert (1795–1843), Arzt, Medizinschriftsteller und Übersetzer
- Leopold Immanuel Rückert (1797–1871), protestantischer Theologe
- Gustav Hermann Julius Lipsius (1802–1841), evangelisch-lutherischer Pfarrer
- Karl Heinrich Adelbert Lipsius (1805–1861), evangelisch-lutherischer Theologe und Pädagoge
- Alwin Domsch (1871–1954), Gutsbesitzer und Politiker (DNVP, CNBL)
- Gottfried Haschke (1935–2018), Politiker (CDU)